# Logis de Ribérolles
Le logis de Ribérolles est situé sur la commune de Rivières, en Charente, à une vingtaine de kilomètres au nord-est d'Angoulême et à trois kilomètres de La Rochefoucauld.

## Historique
En 1260 une charte du comte d'Angoulême Hugues X le Brun mentionne le fief de Ribérolles situé au bord de la Tardoire, et accorde à ses seigneurs le droit de glandée dans la forêt de la Braconne. Ce fief dépendait de la baronnie de La Rochefoucauld et du comté d'Angoulême.
Aux XIVe et XVe siècles, le domaine appartient à une famille Vigier, puis jusqu'en 1633 à la famille Raymond (ou Raimond), écuyer, seigneurs de Ribérolles, Mazottes et de la Gaudinière,,. Le fief est alors vendu à François de Guitard, écuyer, seigneur de La Borie et de Villejoubert, en Limousin,. La famille de Guitard est alors constamment associée aux de Croizant (ou de Crozant), chevaliers, seigneurs de Rivières,. Le domaine de Ribérolles va appartenir à la famille de Guitard du XVIIe au XXe siècle. La famille de Causans qui lui fut alliée lui succédera au XXe siècle, après la mort de la baronne de Guitard en 1948. Le domaine sera vendu à la fin des années 1980, puis changera plusieurs fois de propriétaire,.
Un premier château construit au XVe siècle dont seuls subsistent la fuie et une porte latérale fut remplacé au XVIIIe siècle par la demeure actuelle. Le corps central et son aile droite furent achevés en 1786, d'après les dates inscrites sur les frontons. L'aile gauche fut construite en 1811.
L'important domaine de 13 hectares comprend aussi une métairie.
Le 12 mars 2010, le logis avec son domaine est inscrit monument historique.

## Architecture
Le logis est une des rares demeures de style néo-classique de l'est du département de la Charente,.
Il comporte un corps de logis central à un étage, flanqué de deux ailes dans son alignement possédant un seul rez-de-chaussée. Le sous-sol comprend trois caves voûtées.
L'imposante fuie au nord du château date du XVe siècle. Coiffée d'un toit conique et pavée, elle comprend dix rangée de boulins.
Dans le muret séparant le château de la métairie s'ouvre une porte datant aussi du XVe ou XVIe siècle avec une arcade « gothique » Renaissance et le blason des de Guitard : un agneau passant.
Le logis, privé, n'est pas ouvert à la visite.